# جوزيبي ألبيرتي
جوزيبي ألبيرتي (بالإيطالية: Giuseppe Aliberti)‏ (5 مارس 1901 في إيطاليا - 8 يناير 1956) هو لاعب كرة قدم إيطالي في مركز الوسط، شارك في الألعاب الأولمبية الصيفية 1924. وشارك مع منتخب إيطاليا لكرة القدم. أما مع النوادي، فقد لعب مع نادي تورينو وجونيور بييلا ليبرتاس.

## وصلات خارجية
- جوزيبي ألبيرتي على موقع قاعدة بيانات كرة القدم.إي يو (الإنجليزية)
- جوزيبي ألبيرتي على موقع ناشيونال فوتبول تيمز (الإنجليزية)
- جوزيبي ألبيرتي على موقع أوليمبيديا (الإنجليزية)